# Final de la Liga de Campeones de la UEFA 2023-24
La Final de la Liga de Campeones de la UEFA 2023-24 fue la 69ª final del principal torneo europeo de clubes de fútbol organizado por la UEFA, y la 32ª desde que se cambió el nombre de Copa de Europa a Campeonato de Europa. Se disputó en Londres, en el Estadio de Wembley, el 1 de junio de 2024. El ganador fue el equipo español Real Madrid contra el club alemán Borussia Dortmund por un resultado de 2-0, con goles de Dani Carvajal y Vinícius Júnior.
Gracias a su victoria, el Real Madrid obtuvo además el derecho a disputar la Supercopa de la UEFA 2024 contra el Atalanta BC, campeón de la Liga Europa de la UEFA 2023-24.

## Finalistas
En negrita, las finales ganadas.
| Equipos           | Finales jugadas anteriormente | Finales jugadas anteriormente |
| ----------------- | ----------------------------- | --- |
| Borussia Dortmund | 2 (1)                         | 1996-97 y 2012-13 |
| Real Madrid       | 17 (14)                       | 1955-56, 1956-57, 1957-58, 1958-59, 1959-60, 1961-62, 1963-64, 1965-66, 1980-81, 1997-98, 1999-00, 2001-02, 2013-14, 2015-16, 2016-17, 2017-18 y 2021-22 |

## Sede de la final
Esta será la tercera final de la UEFA Champions League que tendrá lugar en el reconstruido Estadio de Wembley, ya que anteriormente se celebró en 2011 y 2013. En general, es la octava final que se celebra en Londres, con los otros cinco partidos en el estadio de Wembley original en 1963, 1968, 1971, 1978 y 1992. El partido será la novena final de la Copa de Europa celebrada en Inglaterra, ya que la final de 2003 se celebró en Old Trafford en Mánchester, igualando el récord de nueve finales de la Copa de Europa celebradas en Italia y Alemania. También es la decimotercera celebrada en el Reino Unido, con las finales de 1960, 1976 y 2002 celebradas en Escocia y la final de 2017 celebrada en Gales. El estadio de Wembley también fue sede de la Eurocopa 2020, con ocho partidos jugados en el estadio, incluidas las semifinales y la final.
| Reino Unido                  |                    |                    |                    |
| Ciudad                       | Estadio            |                    |                    |
| Londres                      | Estadio de Wembley | Estadio de Wembley | Estadio de Wembley |
|                              |                    |                    |                    |
| 90 000 espectadores          |                    |                    |                    |
| Final Liga de Campeones 2024 |                    |                    |                    |

### Selección de anfitrión
El 22 de febrero de 2019, la UEFA lanzó un proceso de licitación abierta para seleccionar las sedes de la final de la UEFA Champions League de 2022 y 2023. Las asociaciones tenían hasta el 22 de marzo de 2020 para expresar su interés y los expedientes de licitación debían presentarse antes del 1 de julio de 2020.
Se informó que la Asociación Inglesa de Fútbol hizo una oferta con el Estadio de Wembley en Londres para albergar la final de 2024, con el fin de conmemorar el centenario de la apertura del estadio original en 1923. El Estadio de Wembley fue seleccionado por el Comité Ejecutivo de la UEFA durante su reunión en Liubliana, Eslovenia, el 24 de septiembre de 2020, donde también se designaron los anfitriones de las finales de la UEFA Champions League de 2021 y 2022.
El 17 de junio de 2021, el Comité Ejecutivo de la UEFA anunció que, debido al aplazamiento y la reubicación de la final de 2020, Londres albergaría la final de 2024.

## Partidos de clasificación para la Final
| GRUPO F             | Pts. | PJ | PG | PE | PP | GF | GC | Dif |
| ------------------- | ---- | -- | -- | -- | -- | -- | -- | --- |
| Borussia Dortmund   | 11   | 6  | 3  | 2  | 1  | 7  | 4  | 3   |
| París Saint-Germain | 8    | 6  | 2  | 2  | 2  | 9  | 8  | 1   |
| Milan               | 8    | 6  | 2  | 2  | 2  | 5  | 8  | –3  |
| Newcastle United    | 5    | 6  | 1  | 2  | 3  | 6  | 7  | –1  |

| GRUPO C      | Pts. | PJ | PG | PE | PP | GF | GC | Dif |
| ------------ | ---- | -- | -- | -- | -- | -- | -- | --- |
| Real Madrid  | 18   | 6  | 6  | 0  | 0  | 16 | 7  | 9   |
| Napoli       | 10   | 6  | 3  | 1  | 2  | 10 | 9  | 1   |
| Braga        | 4    | 6  | 1  | 1  | 4  | 6  | 12 | –6  |
| Unión Berlín | 2    | 6  | 0  | 2  | 4  | 6  | 10 | –4  |

## Ceremonia de Apertura

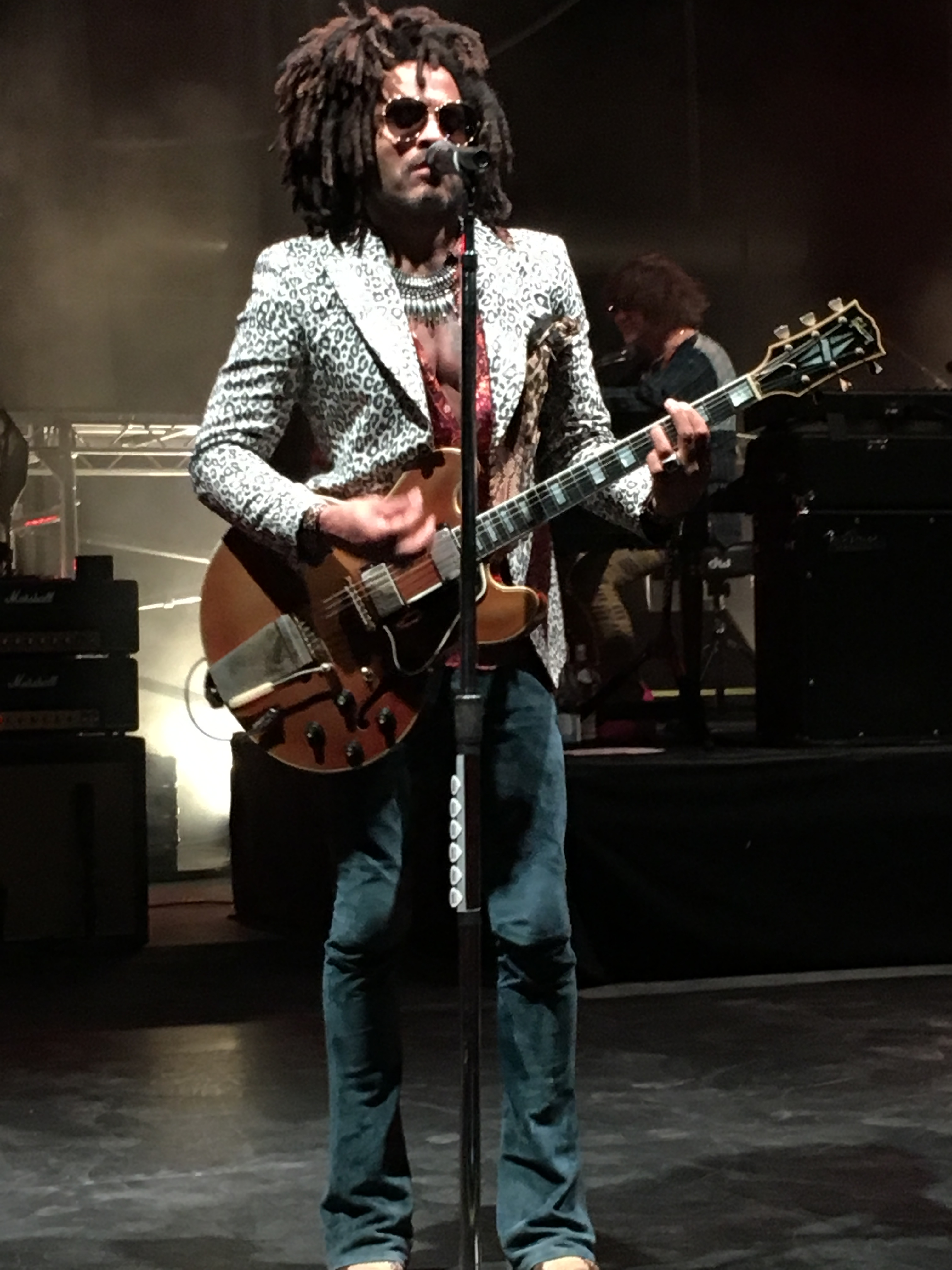
Lenny Kravitz, fue el artista que encabezó la ceremonia de apertura.

El 16 de mayo de 2024, la UEFA eligió al cantante estadounidense Lenny Kravitz para que sea el artista principal de la ceremonia inaugural.  Interpretó con su banda un popurrí de sus canciones: "Fly Away", "Human" y "Are You Gonna Go My Away".

## Partido
El equipo «local» (a efectos administrativos) se determinará mediante un sorteo adicional que se realizará después de los sorteos de cuartos de final y semifinales.

### Ficha
| 1     | POR   | Gregor Kobel       |     |
| 26    | DEF   | Julian Ryerson     |     |
| 15    | DEF   | Mats Hummels       |     |
| 4     | DEF   | Nico Schlotterbeck |     |
| 22    | DEF   | Ian Maatsen        |     |
| 23    | MED   | Emre Can           | 80' |
| 20    | MED   | Marcel Sabitzer    |     |
| 10    | MED   | Jadon Sancho       | 87' |
| 19    | MED   | Julian Brandt      | 80' |
| 27    | MED   | Karim Adeyemi      | 72' |
| 14    | DEL   | Niclas Füllkrug    |     |
| D. T. | D. T. | Edin Terzić        |     |

| 1     | POR   | Thibaut Courtois  |       |
| 2     | DEF   | Dani Carvajal     |       |
| 22    | DEF   | Antonio Rüdiger   |       |
| 6     | DEF   | Nacho             |       |
| 23    | DEF   | Ferland Mendy     |       |
| 15    | MED   | Federico Valverde |       |
| 12    | MED   | Eduardo Camavinga |       |
| 8     | MED   | Toni Kroos        | 85'   |
| 5     | MED   | Jude Bellingham   | 85'   |
| 11    | DEL   | Rodrygo           | 90+1' |
| 7     | DEL   | Vinícius Júnior   | 90+4' |
| D. T. | D. T. | Carlo Ancelotti   |       |

| 11 | Centrocampista | Marco Reus          | 72' |
| 9  | Delantero      | Sébastien Haller    | 80' |
| 21 | Delantero      | Donyell Malen       | 80' |
| 43 | Delantero      | Jamie Bynoe-Gittens | 87' |

| 10 | Centrocampista | Luka Modrić   | 85'   |
| 14 | Delantero      | Joselu        | 85'   |
| 3  | Defensa        | Éder Militão  | 90+1' |
| 17 | Defensa        | Lucas Vázquez | 90+4' |

| 74' · 83' | Dani Carvajal Vinícius Júnior | 0:1 0:2 |

| 40' · 43' · 79' | Nico Schlotterbeck Marcel Sabitzer Mats Hummels |

| 35' | Vinícius Júnior |

| Principal  | Slavko Vinčić     |
| Asistentes | Tomaž Klančnik    |
|            | Andraž Kovačič    |
| Cuarto     | François Letexier |

| VAR            | Nejc Kajtazović     |
| Asistentes VAR | Rade Obrenović      |
|                | Massimiliano Irrati |

|                    |     |     |
| Tiros              | 13  | 13  |
| Tiros a puerta     | 3   | 6   |
| Faltas             | 12  | 8   |
| Saques de esquina  | 9   | 8   |
| Fueras de juego    | 1   | 0   |
| Posesión del balón | 46% | 54% |

| Alineación inicial |

| 1     | POR   | Gregor Kobel       |     |
| 26    | DEF   | Julian Ryerson     |     |
| 15    | DEF   | Mats Hummels       |     |
| 4     | DEF   | Nico Schlotterbeck |     |
| 22    | DEF   | Ian Maatsen        |     |
| 23    | MED   | Emre Can           | 80' |
| 20    | MED   | Marcel Sabitzer    |     |
| 10    | MED   | Jadon Sancho       | 87' |
| 19    | MED   | Julian Brandt      | 80' |
| 27    | MED   | Karim Adeyemi      | 72' |
| 14    | DEL   | Niclas Füllkrug    |     |
| D. T. | D. T. | Edin Terzić        |     |

| 1     | POR   | Thibaut Courtois  |       |
| 2     | DEF   | Dani Carvajal     |       |
| 22    | DEF   | Antonio Rüdiger   |       |
| 6     | DEF   | Nacho             |       |
| 23    | DEF   | Ferland Mendy     |       |
| 15    | MED   | Federico Valverde |       |
| 12    | MED   | Eduardo Camavinga |       |
| 8     | MED   | Toni Kroos        | 85'   |
| 5     | MED   | Jude Bellingham   | 85'   |
| 11    | DEL   | Rodrygo           | 90+1' |
| 7     | DEL   | Vinícius Júnior   | 90+4' |
| D. T. | D. T. | Carlo Ancelotti   |       |

| 11 | Centrocampista | Marco Reus          | 72' |
| 9  | Delantero      | Sébastien Haller    | 80' |
| 21 | Delantero      | Donyell Malen       | 80' |
| 43 | Delantero      | Jamie Bynoe-Gittens | 87' |

| 10 | Centrocampista | Luka Modrić   | 85'   |
| 14 | Delantero      | Joselu        | 85'   |
| 3  | Defensa        | Éder Militão  | 90+1' |
| 17 | Defensa        | Lucas Vázquez | 90+4' |

| 74' · 83' | Dani Carvajal Vinícius Júnior | 0:1 0:2 |

| 40' · 43' · 79' | Nico Schlotterbeck Marcel Sabitzer Mats Hummels |

| 35' | Vinícius Júnior |

| Principal  | Slavko Vinčić     |
| Asistentes | Tomaž Klančnik    |
|            | Andraž Kovačič    |
| Cuarto     | François Letexier |

| VAR            | Nejc Kajtazović     |
| Asistentes VAR | Rade Obrenović      |
|                | Massimiliano Irrati |

|                    |     |     |
| Tiros              | 13  | 13  |
| Tiros a puerta     | 3   | 6   |
| Faltas             | 12  | 8   |
| Saques de esquina  | 9   | 8   |
| Fueras de juego    | 1   | 0   |
| Posesión del balón | 46% | 54% |

| Alineación inicial |

| 1     | POR   | Gregor Kobel       |     |
| 26    | DEF   | Julian Ryerson     |     |
| 15    | DEF   | Mats Hummels       |     |
| 4     | DEF   | Nico Schlotterbeck |     |
| 22    | DEF   | Ian Maatsen        |     |
| 23    | MED   | Emre Can           | 80' |
| 20    | MED   | Marcel Sabitzer    |     |
| 10    | MED   | Jadon Sancho       | 87' |
| 19    | MED   | Julian Brandt      | 80' |
| 27    | MED   | Karim Adeyemi      | 72' |
| 14    | DEL   | Niclas Füllkrug    |     |
| D. T. | D. T. | Edin Terzić        |     |

| 1     | POR   | Thibaut Courtois  |       |
| 2     | DEF   | Dani Carvajal     |       |
| 22    | DEF   | Antonio Rüdiger   |       |
| 6     | DEF   | Nacho             |       |
| 23    | DEF   | Ferland Mendy     |       |
| 15    | MED   | Federico Valverde |       |
| 12    | MED   | Eduardo Camavinga |       |
| 8     | MED   | Toni Kroos        | 85'   |
| 5     | MED   | Jude Bellingham   | 85'   |
| 11    | DEL   | Rodrygo           | 90+1' |
| 7     | DEL   | Vinícius Júnior   | 90+4' |
| D. T. | D. T. | Carlo Ancelotti   |       |

| 11 | Centrocampista | Marco Reus          | 72' |
| 9  | Delantero      | Sébastien Haller    | 80' |
| 21 | Delantero      | Donyell Malen       | 80' |
| 43 | Delantero      | Jamie Bynoe-Gittens | 87' |

| 10 | Centrocampista | Luka Modrić   | 85'   |
| 14 | Delantero      | Joselu        | 85'   |
| 3  | Defensa        | Éder Militão  | 90+1' |
| 17 | Defensa        | Lucas Vázquez | 90+4' |

| 74' · 83' | Dani Carvajal Vinícius Júnior | 0:1 0:2 |

| 40' · 43' · 79' | Nico Schlotterbeck Marcel Sabitzer Mats Hummels |

| 35' | Vinícius Júnior |

| Principal  | Slavko Vinčić     |
| Asistentes | Tomaž Klančnik    |
|            | Andraž Kovačič    |
| Cuarto     | François Letexier |

| VAR            | Nejc Kajtazović     |
| Asistentes VAR | Rade Obrenović      |
|                | Massimiliano Irrati |

|                    |     |     |
| Tiros              | 13  | 13  |
| Tiros a puerta     | 3   | 6   |
| Faltas             | 12  | 8   |
| Saques de esquina  | 9   | 8   |
| Fueras de juego    | 1   | 0   |
| Posesión del balón | 46% | 54% |

| Alineación inicial |

| 1     | POR   | Gregor Kobel       |     |
| 26    | DEF   | Julian Ryerson     |     |
| 15    | DEF   | Mats Hummels       |     |
| 4     | DEF   | Nico Schlotterbeck |     |
| 22    | DEF   | Ian Maatsen        |     |
| 23    | MED   | Emre Can           | 80' |
| 20    | MED   | Marcel Sabitzer    |     |
| 10    | MED   | Jadon Sancho       | 87' |
| 19    | MED   | Julian Brandt      | 80' |
| 27    | MED   | Karim Adeyemi      | 72' |
| 14    | DEL   | Niclas Füllkrug    |     |
| D. T. | D. T. | Edin Terzić        |     |

| 1     | POR   | Thibaut Courtois  |       |
| 2     | DEF   | Dani Carvajal     |       |
| 22    | DEF   | Antonio Rüdiger   |       |
| 6     | DEF   | Nacho             |       |
| 23    | DEF   | Ferland Mendy     |       |
| 15    | MED   | Federico Valverde |       |
| 12    | MED   | Eduardo Camavinga |       |
| 8     | MED   | Toni Kroos        | 85'   |
| 5     | MED   | Jude Bellingham   | 85'   |
| 11    | DEL   | Rodrygo           | 90+1' |
| 7     | DEL   | Vinícius Júnior   | 90+4' |
| D. T. | D. T. | Carlo Ancelotti   |       |

| 11 | Centrocampista | Marco Reus          | 72' |
| 9  | Delantero      | Sébastien Haller    | 80' |
| 21 | Delantero      | Donyell Malen       | 80' |
| 43 | Delantero      | Jamie Bynoe-Gittens | 87' |

| 10 | Centrocampista | Luka Modrić   | 85'   |
| 14 | Delantero      | Joselu        | 85'   |
| 3  | Defensa        | Éder Militão  | 90+1' |
| 17 | Defensa        | Lucas Vázquez | 90+4' |

| 74' · 83' | Dani Carvajal Vinícius Júnior | 0:1 0:2 |

| 40' · 43' · 79' | Nico Schlotterbeck Marcel Sabitzer Mats Hummels |

| 35' | Vinícius Júnior |

| Principal  | Slavko Vinčić     |
| Asistentes | Tomaž Klančnik    |
|            | Andraž Kovačič    |
| Cuarto     | François Letexier |

| VAR            | Nejc Kajtazović     |
| Asistentes VAR | Rade Obrenović      |
|                | Massimiliano Irrati |

|                    |     |     |
| Tiros              | 13  | 13  |
| Tiros a puerta     | 3   | 6   |
| Faltas             | 12  | 8   |
| Saques de esquina  | 9   | 8   |
| Fueras de juego    | 1   | 0   |
| Posesión del balón | 46% | 54% |

| Alineación inicial |

|                                 |
| Bandera de España               |
| Campeón Real Madrid 15.º título |

## Espectadores
En España, la final fue retransmitida en abierto por Televisión Española (TVE), con una media de 6,1 millones de espectadores (48,8 % de cuota de pantalla) y con un pico de 7,3 millones a las 22:44 CET (52,5 % de cuota). En total, el partido fue visto por 10,4 millones de espectadores únicos. Además, el servicio público de transmisión por internet RTVE Play congregó a casi 800 000 espectadores únicos, con 1,5 millones de visualizaciones totales. Las celebraciones y entrevistas pospartido fueron seguidas por una media de 3,2 millones de espectadores. Asimismo, la plataforma de pago Movistar Plus+ emitió el partido, reuniendo a 655 000 espectadores.